# 費格利冰川
費格利冰川（英語：Fegley Glacier），是南極洲的冰川，位於沙克爾頓海岸的霍蘭山脈地區，最終在艾倫揚山東北面9公里注入倫諾克斯金冰川，以美國海軍的上尉指揮官命名，現時由南極條約體系管理。